# The Pawn of Fortune
The Pawn of Fortune è un film muto del 1914 diretto e prodotto da Leopold Wharton e Theodore Wharton e distribuito dalla Eclectic Film Company. Il film venne interpretato da William Bailey.

## Trama
Avendo difeso Doris Jackson dalle sgradite attenzioni del figlio del suo capo, l'inventore John Hadley viene licenziato. Depresso, Hadley medita il suicidio e, mentre si trova su un molo, si butta in acqua. Ma non muore: cade, invece, sul ponte di un'imbarcazione che appartiene al gangster J. Harvey Hall. Portato in Messico, Hadley viene sbarcato nello Yucatan dove sfugge agli indios. Riuscirà a tornare a casa carico di ricchezze. Ma, nel frattempo, la moglie, che si era trovata senza sostentamento, debilitata, aveva perso la figlioletta che era stata portata a casa di Hall. Il gangster alleva la bambina come sua, incoraggiando i suoi talenti per le arti meccaniche. Quando, a diciotto anni, Janet inventa un dispositivo per aprire le casseforti, uno scagnozzo di Hall, Handsome Harry, cerca di coinvolgere la ragazza nelle attività della banda. Apprendendo che il padre è un criminale, Janet si sente sconsolata finché la sua cameriera le rivela che quello non è il suo vero padre, visto che lei è una trovatella. Grazie a una serie di coincidenze, Janet ritrova finalmente i suoi veri genitori aiutata dagli sforzi del detective Daggett.

## Produzione
Il film fu prodotto dalla Wharton e venne girato a Ithaca, nello stato di New York, con il titolo di lavorazione The Mechanics Daughter.

## Distribuzione
Distribuito dalla Eclectic Film Company, il film uscì nelle sale cinematografiche USA nell'ottobre del 1914.